# Porterville (California)
Porterville è un centro abitato (City) degli Stati Uniti d'America, situato nella contea di Tulare dello Stato della California. Nel censimento del 2000 la popolazione era di 39.615 abitanti.

## Geografia fisica
Secondo i rilevamenti dello United States Census Bureau, Porterville si estende su una superficie di 36,5 km².